# Кещян, Ашот Геворгович
Ашо́т Гево́ргович Кещя́н (род. 10 июля 1977, Гагра, Абхазская АССР, Грузинская ССР, СССР) — российский актёр телевидения, кинорежиссёр, теле- и радиоведущий. Участник команды КВН «РУДН». Старший брат Арарата Кещяна.

## Биография
Родился 10 июля 1977 года в городе Гагра. Позднее вместе с семьёй переехал в Адлер.

## Карьера в КВН
Играть в КВН начал в 1995 году. В составе команды «Амигос» в сезоне 1999—2000 годов завоевал свой первый трофей в КВНе, став чемпионом города Сочи. В составе команды «Внуки Лумумбы» в сезоне 2000—2001 стал абсолютным чемпионом города Сочи, выиграв чемпионат города Сочи и Суперкубок города Сочи. В 2002 году в составе «Внуков Лумумбы» вновь выигрывает чемпионат города Сочи. В составе сборной команды КВН «Большой Сочи» в 2001 году стал чемпионом Лиги КВН «Старт», в 2002 году — полуфиналистом Северной лиги КВН.
«Внуки Лумумбы» являлись командой сочинского филиала РУДН и перед сезоном 2003 года Ашот вместе с братом Араратом был приглашён в Москву, в команду «Сборная РУДН». В её составе дебютировал в Высшей лиге КВН в первой 1/8 финала сезона 2003 года и сразу же стал одним из основных актёров команды. В своём дебютном сезоне «Сборная РУДН» уверенно победила в 1/8 и 1/4 финала, а затем в двухраундовом противостоянии пробилась в финал, где заняла третье место. На музыкальном фестивале в Юрмале Ашот в составе своей команды стал обладателем «Малого КиВиНа в золотом».
В 2004 году «Сборная РУДН» вновь добралась до финала сезона, где, проиграв «Сборной Пятигорска» 0,6 балла, стала второй. На юрмальском фестивале 2004 года команда Ашота Кещяна стала обладателем «Большого КиВиНа в тёмном».
В 2005 году «Сборная РУДН» не участвовала в играх Высшей лиги, а на музыкальном фестивале в Юрмале вновь стала обладателем «Малого КиВиНа в золотом».
В 2006 году «Сборная РУДН» приняла участие в играх Высшей лиги КВН 2006 и снова дошла до финала. В драматичной борьбе, проигрывая до последнего конкурса команде «ЛУНа», команда Университета дружбы народов смогла вырвать победу. Удачно сложился для «Сборной РУДН» и Голосящий КиВиН 2006: исполнив юмористическую переделку песни Николая Заболоцкого «Очарована», Ашот помог своей команде завоевать главную награду фестиваля — «Большой КиВиН в золотом».
В 2007 году Ашот в составе «Сборной РУДН» завоевал Летний кубок КВН.
В 2005—2008 годах Ашот Кещян участвует в играх, посвящённых дню рождения КВН.
Всего провёл 20 игр в телевизионных лигах, кубках и фестивалях КВН:
- 14 игр в Высшей лиге КВН (сезоны 2003, 2004, 2006),
- 5 игр на музыкальном фестивале «Голосящий КиВиН» (2003, 2004, 2005, 2006, 2011),
- одну игру в Летнем кубке (2007).

Наиболее яркие номера «Сборной РУДН» с участием Ашота в официальных играх Международного союза КВН:
- «Старая Волна» — Луи Армстронг, Адриано Челентано, Элвис Пресли. Голосящий КиВиН 2003
- «Общежитие РУДН» — верблюд. Высшая лига КВН 2003, 1/4 финала, музыкальный конкурс
- «Суши-бар „Ереван“». Высшая лига КВН 2004, полуфинал, день 2, музыкальное домашнее задание
- «УмаТурмян». Голосящий КиВиН 2005
- «Америка — страна индейцев» — директор ресторана. Высшая лига КВН 2006, 1/8 финала, музыкальный конкурс
- «Очарована». Голосящий КиВиН 2006
- «Дом Ашота» — Ашот. Летний кубок КВН 2007, СТЭМ
- «Свадьба Ашота». Летний кубок КВН 2007, конкурс финальной песни

## ПостКВНовская карьера
В 2007 году вместе с братом Араратом участвовал в съёмках развлекательной передачи «Бла-бла шоу». Принимал участие в съёмках передачи «Вне игры», причём в выпуске № 10 — в качестве ведущего (совместно с братом Араратом). Также вместе с братом участвовал в третьем сезоне «Бойцовского клуба» — юмористического проекта студии «Квартал-95».
С 10 по 24 августа 2008 года на радиостанции «Юмор FM» вместе с братом вёл юмористическую передачу «Олимпийский резерв» о событиях Олимпиады 2008.
В 2010 году окончил Высшие курсы сценаристов и режиссёров, мастерскую режиссуры игрового кино под руководством В. И. Хотиненко, П. К. Финна, В. А. Фенченко.
Стал режиссёром новеллы «Мама, положи деньги» российского фильма-киноальманаха «Мамы».

## Признание и награды
В составе команды КВН «Сборная РУДН»:
- Чемпион Высшей Лиги КВН 2006.
- Обладатель Летнего кубка КВН 2007.
- Обладатель наград музыкального фестиваля Голосящий КиВиН:
  - «Большой КиВиН в золотом» на фестивале Голосящий КиВиН 2006.
  - «Большой КиВиН в золотом» на фестивале Голосящий КиВиН 2011.
  - «Большой КиВиН в тёмном» на фестивале Голосящий КиВиН 2004.
  - «Малый КиВиН в золотом» на фестивале Голосящий КиВиН 2003.
  - «Малый КиВиН в золотом» на фестивале Голосящий КиВиН 2005.

В составе команды КВН «Большой Сочи»:
- Обладатель малого Кубка губернатора Краснодарского края.
- Чемпион Лиги КВН «Старт» 2001 года.

В составе команды КВН «Внуки Лумумбы»:
- Чемпион города Сочи 2001 года.
- Чемпион города Сочи 2002 года.
- Обладатель СуперКубка города Сочи 2001 года.

В составе команды КВН «Амигос»:
- Чемпион города Сочи 2000 года.

## Семья и личная жизнь
Жена — Каринэ (свадьба состоялась в Адлере 18 октября 2007 года). Брат — актёр Арарат Кещян.

## Фильмография

### Актёрские работы
- 2010 — Одна за всех (скетчком) — Ибрагим, брат Карины Магомедовой (только в третьем сезоне)
- 2014 — Дружба народов — Руслан Абдулаев, друг Джебраила
- 2014 — Зайцев+1 — главный в казино (47 серия)
- 2023 — Ивановы-Ивановы. Новогодние каникулы — Давид Оганян, брат Гамлета Оганяна
- 2024 — Мокрые майки — Саркис

### Режиссёрские работы
- 2012 — Мамы (новелла «Мама, положи деньги»)
- 2012 — Няньки
- 2014 — Ограбление по-женски
- 2016 — Адалиты
- 2016 — Женщина его мечты
- 2016 — Замуж после всех
- 2017 — Отчаянный домохозяин
- 2017 — Любовь со всеми остановками
- 2017 — Путь сквозь снега
- 2018 — Доктор Котов
- 2018 — Роза и чертополох